# ママ・コチャ
ママ・コチャ（ケチュア語:Mama Qucha）は、インカ神話の母神。すべての人類の母、および沿岸の民や船乗りに恵みを与える海の女神ともされる。インカ神話の主要な神の1柱ビラコチャの妻であり、インティとママ・キリャの母とされる。
帝国の地域によっては川や湖、さらに人造の水路をも含むあらゆる水域を司っていると信じられていた。また、海に接する民からは最も重要視された神でもあった。ママ・コチャをはじめとした水神への信仰は、インカの人々が海水が雨として地表に降り注ぐ水循環の基本的知識を有していたことを示しているという。